# بی‌کیه‌وو
بی‌کیه‌وو (انگلیسی: Bikeyevo) یک شهرک در شهرستان چیشمینسکی در استان باشقیرستان کشور روسیه است.